# Alice Babs
Alice Babs, geboren als Hildur Alice Nilsson (Kalmar, 26 januari 1924 – Stockholm, 11 februari 2014) was een internationaal bekende Zweedse pop- en jazzzangeres die in de jaren 1950 ook succes had in Duitstalige landen. Naast haar carrière als zangeres was ze ook actief als actrice, vooral in de jaren 1940 en 1950.

## Biografie
Als jong meisje zong Alice Babs op liefdadigheidsevenementen in haar thuisland. In 1938 trad ze voor het eerst op in een radioprogramma. Ze maakte haar eerste opnamen met Nisse Lind's Hot Trio (FDR Jones en Star Dust) bij het label Sonora. Zij oogstte groot succes in 1940 als jazz-minnend schoolmeisje in de film Swing it, magistern, in 1956 gevolgd door de film Swing it, fröken als lerares. Dit was het begin van een carrière die haar aanvankelijk tot in de jaren 1950 in heel Scandinavië bekend maakte. Tegen die tijd had ze al op talloze platen gezongen. Haar naam Alice Babs werd in die tijd zelfs gebruikt als reclamemiddel voor verschillende producten.
In 1954 maakte ze haar eerste opwachting in Duitsland met Erwin Lehn en zijn Südfunk dansorkest in Stuttgart. Daarna kreeg ze een rol in de speelfilm Schwedenmädel (geregisseerd door Thomas Engel), gevolgd door Symphonie in Gold in 1956. Gelijktijdig kreeg ze een platencontract. Haar eerste titel was Ole Dole Dei. In 1955 had ze haar eerste grote succes met Ein Mann muss nicht immer schön sein. Daarna was ze een regelmatige gast bij Duitse radiostations. Ze trad ook op tijdens verschillende gala's en werd al snel een van de meest succesvolle zangeressen van de jaren 1950 in Duitsland.
In 1958 mocht ze Zweden vertegenwoordigen op het Eurovisiesongfestival met het lied Lilla stjärna (Kleine ster) waarmee ze vierde werd. Het was de enige keer dat de Zweedse kandidaat niet via Melodifestivalen aangewezen werd.
Hoewel ze in Duitstalige landen vooral bekend was als popzangeres, genoot ze ook van jazz. In het begin van de jaren 1960 ging ze op tournee door Europa en de Verenigde Staten met violist Svend Asmussen en gitarist Ulrik Neumann als het trio Swe-Danes, in 1965 ging het drietal uit elkaar. In 1963 had ze een hit in Groot-Brittannië met het nummer After You've Gone. In 1966 maakte ze samen met Duke Ellington in Frankrijk de langspeelplaat Serenade to Sweden. Ook trad ze verschillende keren met Ellington op in diens Sacred Concerts. In 1972 was ze te horen op de gelegenheidssingle Auntie. In 1973 trad ze met Ellington in Zweden op. Ze trad ook op in New York en Londen en op het Newport Jazz Festival in 1975.
Later trok ze zich terug uit de showbusiness. Ze nam alleen nog af en toe de microfoon op.

## Privéleven en overlijden
Vanaf 15 april 1944 was ze getrouwd met Nils Ivar Sjöblom († 2011). Uit dit huwelijk kwamen drie kinderen voort, met als laatste Titti Sjöblom (1949).
Alice Babs woonde op oudere leeftijd in Stockholm. In 2013 werd de ziekte van Alzheimer bij haar gediagnostiseerd. Ze overleed in Stockholm op 90-jarige leeftijd.

## Onderscheidingen
Ze werd in 2015 opgenomen in de Swedish Music Hall of Fame. In 2002 ontving ze de Django d'Or (Zweden) als Master of Jazz.

## Discografie

### Hits in Duitsland
- 1954: Ole dole dei
- 1954: Du sagst mir Adieu
- 1954: Ein Mann muß nicht immer schön sein
- 1954: Eine rosarote Kuh
- 1955: Mittsommernacht
- 1955: Abends in Stockholm
- 1955: Twiedlie Die
- 1955: Dong-Dingeldong
- 1956: Chocolata
- 1956: Der schwedische Drehorgelmann
- 1956: Baccino
- 1957: Rupf ich ein Hühnchen mit dir
- 1957: Wie die Liebe will
- 1957: Luna-Lu
- 1957: Cha-Cha-Joe
- 1957: Jodel Cha-Cha
- 1957: Schimmele, Schimmele
- 1957: Der Spatz von Como
- 1957: Mama ist aus Cuba
- 1957: Ring-A-Ding
- 1957: Lollipop
- 1957: Junges Herz voller Liebe
- 1957: Darling, du weißt ja
- 1957: Warum schickst du mir Rosen
- 1958: Ringel-Rangel-Rose
- 1958: Liebling, ich könnt' weinen
- 1959: In einer kleinen Konditorei
- 1959: Fräulein Pardon
- 1959: Es war einmal ein Musikus
- 1959: Nur du, du, du allein
- 1959: Ich war ja gestern noch ein Baby
- 1959: Morgen gibt's ein Wiedersehn
- 1959: Du gehörst an mein Herz
- 1962: St. Louis Blues Twist
- 1962: Jazz Fuga

### Albums
- 1994: Mittsommernacht (Bear Family)
- 1994: Lollipop (Bear Family)
- 2008: Alice Babs & Svend Asmussen: Together (White Puma)
- 2019: Alice Babs Meets Erwin Lehn and His Südfunk-Tanzorchester (Jazzhaus, rec. 1952–1955)

## Filmografie (selectie)
- 1938: Blixt och dunder
- 1940: 'Swing it' Magistern
- 1941: Magistrarna på sommarlov
- 1942: Vårat gäng
- 1942: En trallande jänta
- 1944: Örnungar
- 1946: Det glada kalaset
- 1947: Sången om Stockholm
- 1952: Drömsemester
- 1953: Kungen av Dalarna
- 1953: I dur och skur
- 1953: Resan till dej
- 1955: Sommarflickan
- 1956: Symphonie in Gold
- 1956: Swing it, fröken!
- 1958: Musik ombord
- 1959: Det svänger på slottet

## Trivia
In 2007 verscheen de cd Illusion (Vax Records) met radio-opnamen van 19 en 20 oktober 1966 voor de Zweedse radio. Hierop staan vijf liedjes van de Nederlandse zanger, componist en tekstschrijver Jules de Corte, te weten: Illusion (Illusie), Om du så vill (Als jij het wilt), Någon och ingen (Mijnheer N.N.), Je vous aime en Jag ville så gärna veta (Ik zou wel eens willen weten).